# TV Vanguarda Taubaté
TV Vanguarda Taubaté é uma emissora de televisão brasileira sediada em Taubaté, cidade do estado de São Paulo. Opera no canal 3 (28 UHF digital), e é afiliada à TV Globo. Juntamente com a TV Vanguarda São José dos Campos, transmite sua programação para metade do Vale do Paraíba, além do Litoral Norte do estado. Seus escritórios de jornalismo e departamento comercial estão localizados no 1.º andar do edifício The One Office Tower, no Bosque Flamboyant, e seus transmissores estão no Alto de São Pedro.

## História
A concessão do canal 3 VHF de Taubaté foi outorgada, após concorrência pública, pelo presidente Fernando Henrique Cardoso em 7 de junho de 2001, para uma sociedade liderada pelo empresário José Bonifácio de Oliveira Sobrinho, o Boni, ex-diretor geral da Rede Globo. Em março de 2002, por conta de problemas financeiros relacionados a investimentos malsucedidos na Globo Cabo, a Globo pôs à venda sua participação acionária em 27 emissoras pelo país, dentre elas, a TV Vanguarda de São José dos Campos, que foi adquirida por Boni em setembro do mesmo ano.
Com a união das duas emissoras, foi criada em 21 de agosto de 2003 a Rede Vanguarda, que passou a atender mais de 40 municípios do Vale do Paraíba e do Litoral Norte paulista. A emissora de Taubaté entrou no ar neste mesmo dia, apenas com a retransmissão da programação gerada de São José dos Campos, e em 20 de setembro, inaugurou sua sede no Alto de São Pedro, em evento que contou com a presença do governador de São Paulo, Geraldo Alckmin, e do ministro das comunicações, Miro Teixeira. Além do canal 3 VHF, a emissora também operava com um espelho pelo canal 47 UHF, que assim como o canal principal, se manteve no ar até a desativação do sinal analógico em 2018.
Em 2019, ano em que completou 16 anos no ar, a TV Vanguarda Taubaté inaugurou novas instalações no 1.º andar do edifício empresarial The One Office Tower, no Bosque Flamboyant. No local, passaram a funcionar seus departamentos de jornalismo e o escritório comercial da empresa, deixando apenas os seus equipamentos de transmissão na antiga sede, no Alto de São Pedro.

## Sinal digital
| Canal virtual | Canal digital | Resolução de tela | Programação                                           |
| ------------- | ------------- | ----------------- | ----------------------------------------------------- |
| 3.1           | 28 UHF        | 1080i             | Programação principal da TV Vanguarda Taubaté / Globo |

A emissora iniciou suas transmissões digitais em maio de 2010, em caráter experimental, através do canal 28 UHF (47.1 virtual). Em 1.º de junho, juntamente com a sua coirmã TV Vanguarda São José dos Campos, inaugurou oficialmente suas transmissões digitais. Em 2014, passou a transmitir seus programas em alta definição. Em 7 de maio de 2018, a emissora alterou seu canal virtual, de 47.1 para 3.1.
Transição para o sinal digital
Com base no decreto federal de transição das emissoras de TV brasileiras do sinal analógico para o digital, a TV Vanguarda Taubaté, bem como as outras emissoras de Taubaté, cessou suas transmissões pelos canais 3 VHF e 47 UHF em 17 de janeiro de 2018, seguindo o cronograma oficial da ANATEL.

## Programas
Atualmente, todos os programas locais da emissora são retransmitidos da emissora de São José dos Campos, sendo que os telejornais locais possuem intervenções feitas a partir dos estúdios de Taubaté com os repórteres locais. Além de gerar seus próprios comerciais, a emissora também exibe nos intervalos o boletim Vanguarda Serviço. A TV Vanguarda Taubaté ainda preenche as madrugadas com programas jornalísticos locais, para cumprir o mínimo de 5% da programação voltada ao jornalismo definido por lei, declinando da exibição da Sessão Comédia na Madruga em dias úteis, do Corujão aos sábados e do Cinemaço aos domingos. O espaço é preenchido com edições do Vanguarda News e reprises de outras atrações, exibidos apenas na sua área de cobertura.

## Retransmissoras
| Cidade        | Canal   | Cidade            | Canal   | Cidade               | Canal   | Cidade                 | Canal   | Cidade          | Canal   | Cidade    | Canal   |
| ------------- | ------- | ----------------- | ------- | -------------------- | ------- | ---------------------- | ------- | --------------- | ------- | --------- | ------- |
| Arapeí        | 02 (17) | Areias            | 04 (17) | Bananal              | 04 (17) | Cachoeira Paulista     | 03 (28) | Cruzeiro        | 03 (28) | Cunha     | 02 (28) |
| Guaratinguetá | 03 (28) | Lagoinha          | 07 (28) | Lavrinhas            | 11 (17) | Natividade da Serra    | 05 (28) | Pindamonhangaba | 03 (28) | Piquete   | 03 (17) |
| Queluz        | 02 (28) | Redenção da Serra | 19 (17) | São José do Barreiro | 09 (17) | São Luiz do Paraitinga | 03 (28) | São Sebastião   | 58 (17) | Silveiras | 06 (17) |
| Ubatuba       | 58 (17) |                   |         |                      |         |                        |         |                 |         |           |         |